# Rachid Ghezzal
Rachid Ghezzal (Décines-Charpieu, 9 de maio de 1992) é um futebolista francês naturalizado argelino que atua como ponta direita. Atualmente está sem clube.

## Carreira profissional

### Leicester
Após destacar-se no futebol francês com as camisas do Lyon e do Monaco, Rachid Ghezzal foi contratado pelo Leicester em 2018 para substituir o também argelino Ryiad Mahrez.

### Seleção Argelina
Ghezzal integrou o elenco titular da Seleção Argelina na Copa Africana das Nações de 2017.

## Títulos como jogador

### Lyon B
- Terceira Divisão Francesa (2): 2010–11 e 2011–12

### Beşiktaş
- Campeonato Turco (1): 2020–21
- Copa da Turquia (1): 2020–21
- Supercopa da Turquia (1): 2021